# Autophila cypriaca
Autophila cypriaca är en fjärilsart som beskrevs av Charles Boursin 1940. Autophila cypriaca ingår i släktet Autophila och familjen nattflyn. Inga underarter finns listade i Catalogue of Life.